# 藤沢市秋葉台文化体育館

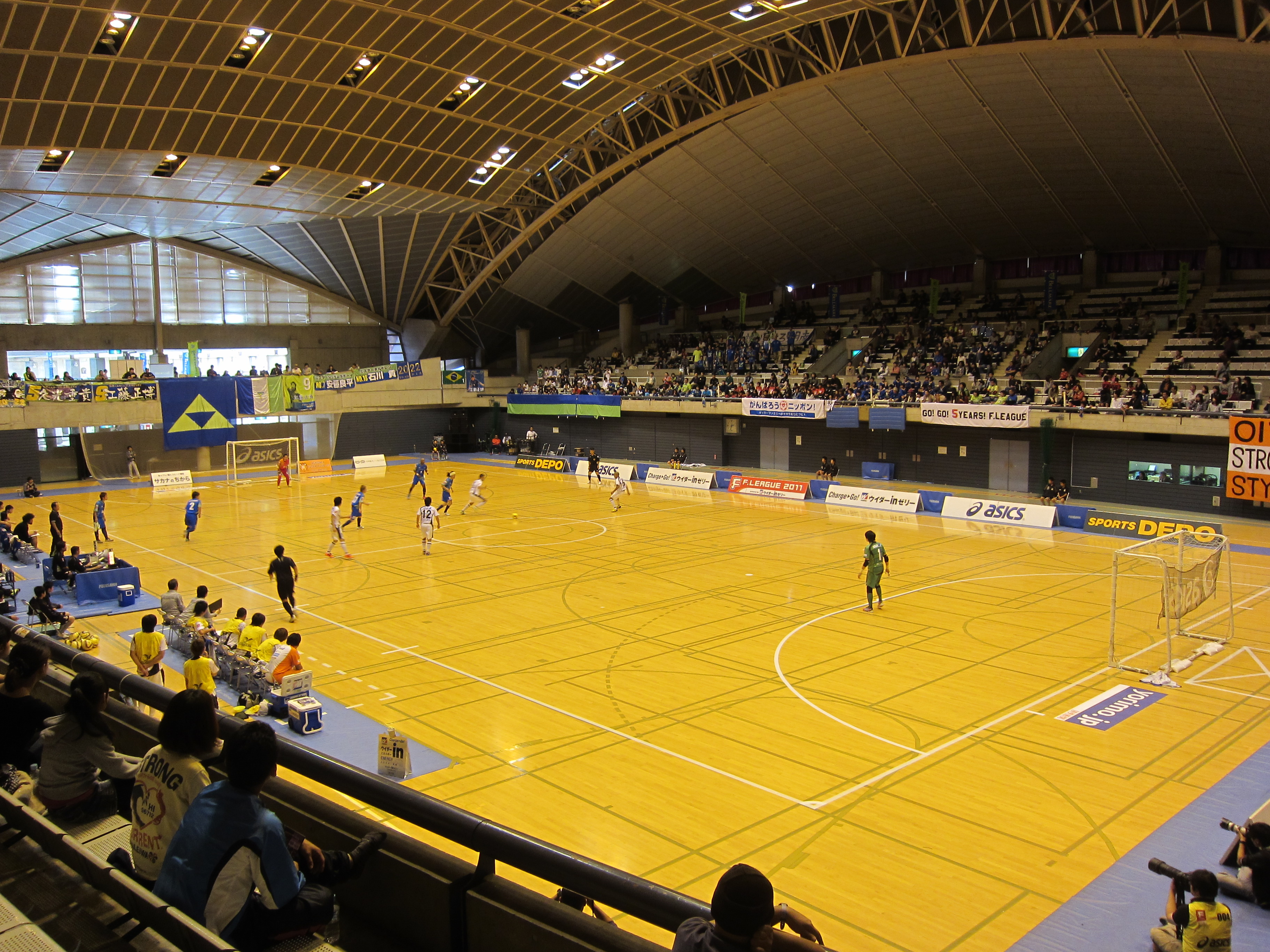
フットサル（Ｆリーグ）の試合

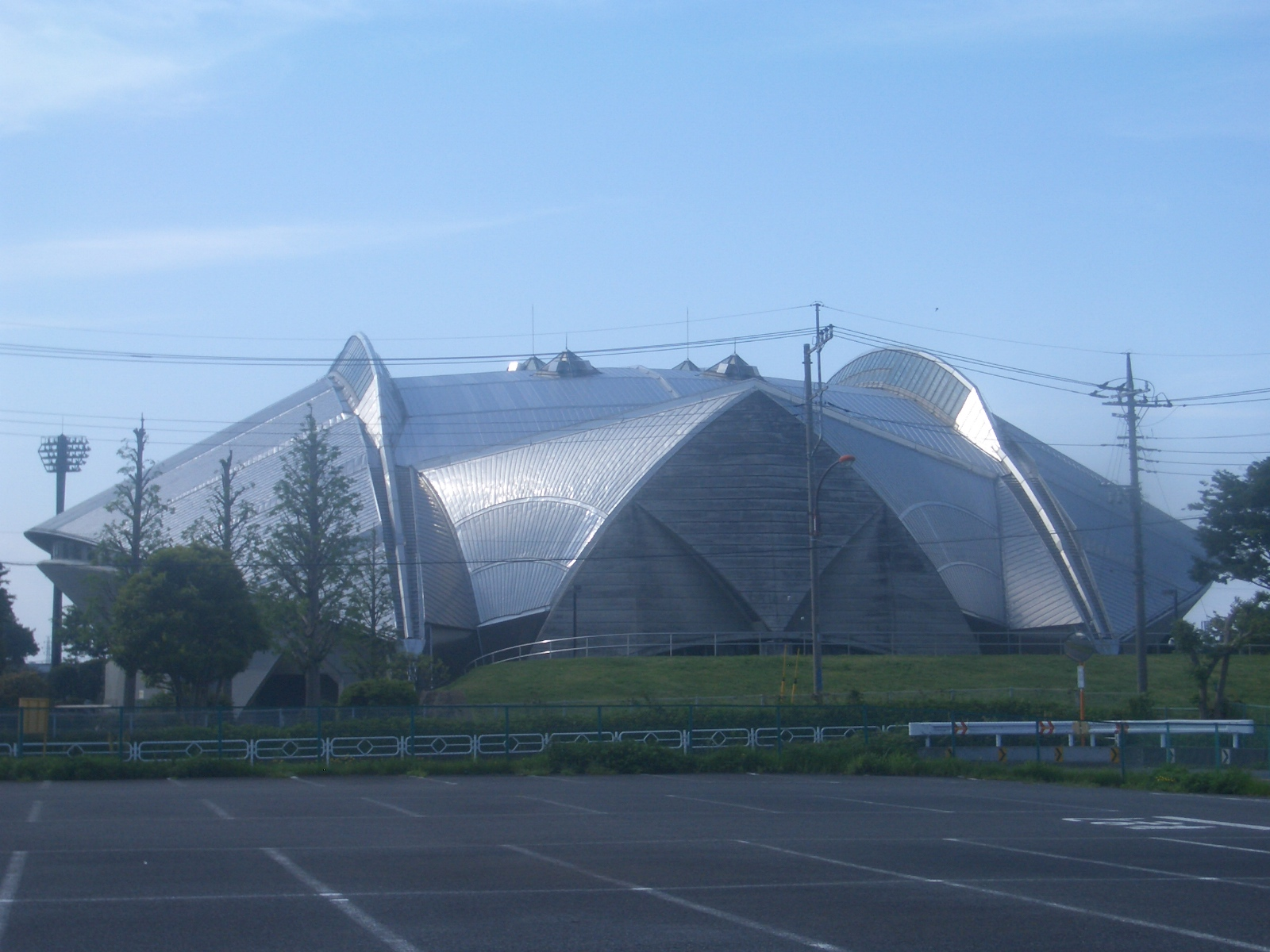
秋葉台文化体育館の遠景。｢カブト虫」の愛称がある。

藤沢市秋葉台文化体育館（ふじさわし あきばだいぶんかたいいくかん）は、神奈川県藤沢市にある屋内スポーツ施設である。

## 概要
藤沢市北部のスポーツ活動拠点として、1984年10月にオープンした。建物の外観がカブトムシに似ていることから、マスコットキャラクターに選定された。2006年4月より指定管理者制度が導入され、公益財団法人藤沢市みらい創造財団が管理運営に当たっている。
2009年度の利用者数は14万人を超える。

## 施設
- 第一体育室
  - 面積 - 2,093m2
  - 利用可能数 - バレーボール 3-4面、バスケットボール 3面、バドミントン 12面、ハンドボール 1面、卓球台 16-30台など
  - 観客席 - 2階固定席 2,000人、1階可動席 1,000人　合計3,000人
- 第二体育室
  - 面積 - 630m2
  - 利用可能数 - バレーボール 1面、バスケットボール 1面、バドミントン 3面、卓球台 8台など
- 第三体育室（武道場）
  - 面積 - 430m2
- 弓道場 - 和弓 5-6人立、アーチェリー
- トレーニングルーム
- 会議室
- スポーツふれあい情報コーナー
- 駐車場 - 672台

## 主な大会・イベント
- 1998年のかながわ・ゆめ国体でバレーボール競技の会場となった[3]ほか、Vリーグの公式戦が開催されている。
- また新日本プロレスが藤沢で大会を開催する際に使用することが多い[4]。
- 大相撲の地方巡業が藤沢市で開催される場合、開催地として選ばれている。
- 湘南ベルマーレが年に1回程度、フットサル（Fリーグ）の公式戦を開催している。

## 交通アクセス
- 湘南台駅（小田急江ノ島線・相鉄いずみ野線・横浜市営地下鉄線）からバス、「文化体育館前」下車。